# Wellingtonstatyn (Glasgow)

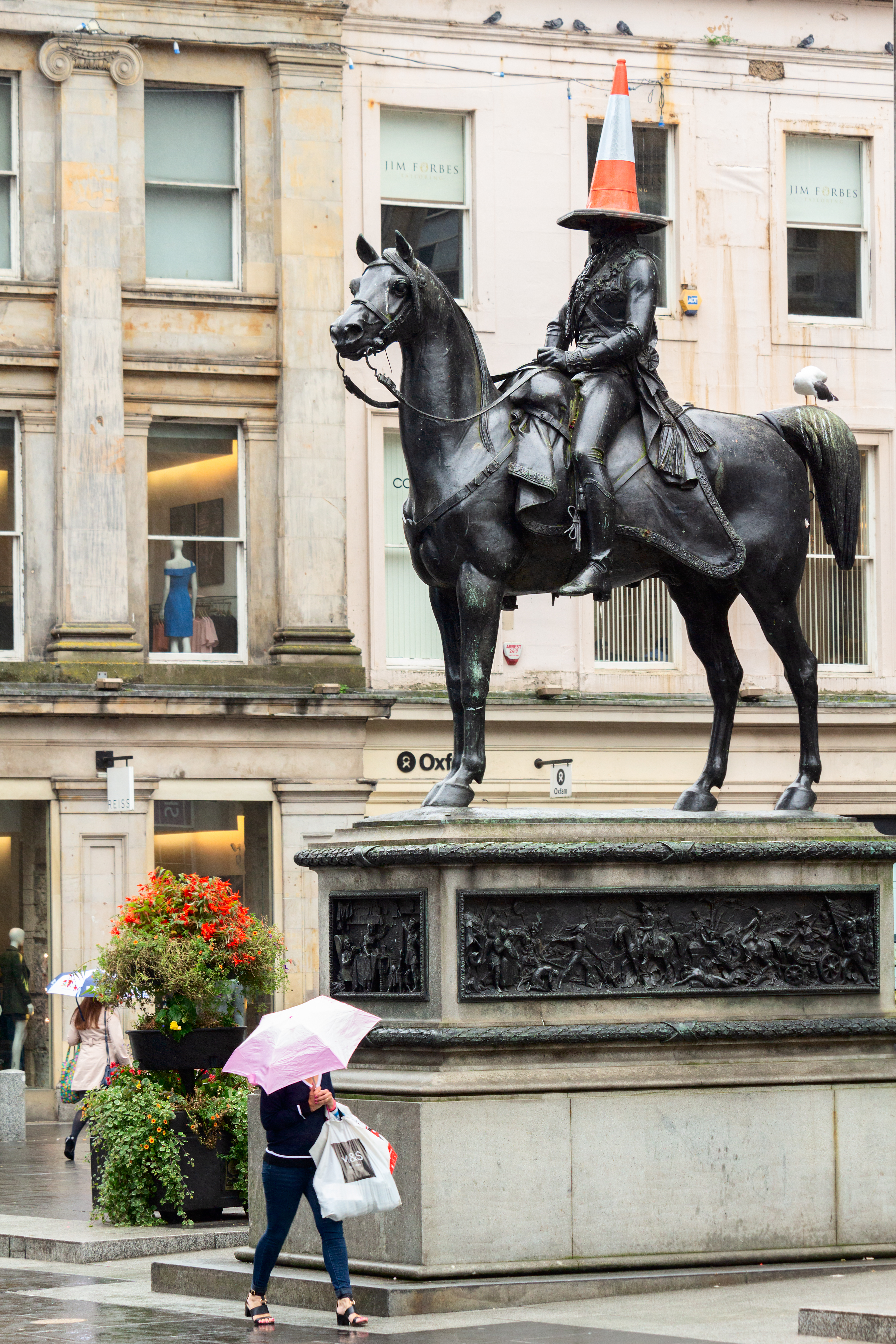
Wellingtonstatyn med en trafikkon på huvudet.

Wellingtonstatyn är en ryttarstaty som avbildar Arthur Wellesley, hertig av Wellington och är placerad utanför konstgalleriet Gallery of Modern Art i Glasgow, Skottland. Den är ett av Glasgows mest ikoniska landmärken.
Statyn skulpterades av den italienska konstnären Carlo Marochetti och restes år 1844 för att markera slutet på de franska revolutionskrigen och Napoleonkrigen år 1815. Sedan 1980-talet har en trafikkon placerats på huvudet av statyn.